# Кастиљион Фоско (Перуђа)
Кастиљион Фоско је насеље у Италији у округу Перуђа, региону Умбрија.
Према процени из 2011. у насељу је живело 254 становника. Насеље се налази на надморској висини од 280 м.